# リッカルド・ソッティル
リッカルド・ソッティル（Riccardo Sottil, 1999年6月3日 - ）は、イタリア・トリノ出身のプロサッカー選手。セリエA・ACFフィオレンティーナ所属。ポジションはフォワード。父親はイタリアの元サッカー選手、現ウディネーゼ・カルチョ監督のアンドレア・ソッティルである。

## 経歴

### クラブ

#### 初期
アタランタ、 フィオレンティーナ等で活躍した元サッカー選手である父親の影響でサッカーを始め、ジェノアの下部組織でキャリアを開始する。2013年にはトリノに移籍、2016年にフィオレンティーナの16-18才のカテゴリであるアッリエーヴィに移籍した。

#### フィオレンティーナ
2017-18シーズンの後半にプリマヴェーラに所属しながらトップチームに初招集されるも公式戦の出場は無かった。2018年はトップチームに登録され、同年9月19日に行われた対サンプドリア戦にて、82分にフェデリコ・キエーザとの交代出場でセリエAデビューを果たした。同シーズンの後半からは、出場機会を求めてペスカーラに期限付き移籍をする。
2019-20シーズンのプレシーズンにおいて、同シーズンから新たに監督に就任したヴィンチェンツォ・モンテッラから「重要な資質があり常に明快。継続性に改善の余地はあるが、一緒に仕事をするのが楽しみだ。」と評され、トップチームに帯同することを公言された。その後のプレシーズンマッチでは欧州のビッグクラブであるアーセナル、ベンフィカ戦等で先発出場した。このプレシーズンではチーム内での得点ランキングでトップの活躍をした。これらの活躍からイタリアの全国スポーツ紙ガゼッタ・デッロ・スポルトでは、フィオレンティーナの下部組織からトップチームにデビューしたことや、同クラブにおいて同じポジションで同様の経歴を辿りイタリア代表となった、フェデリコ・ベルナルデスキやフェデリコ・キエーザの系譜だ、という見出しで紹介記事を出した。
2019年8月25日に行われた同シーズンの開幕戦である対ナポリ戦でセリエAおよびフィオレンティーナのトップチームでの公式戦先発出場を果たした。
2020年9月10日、カリアリ・カルチョにローン移籍することが発表された。
2025年2月3日、ミランに2025年6月30日まで買取オプション付きローン移籍。2025年2月5日、コッパ・イタリア準々決勝ローマ戦にて後半90分、ユヌス・ムサと交代で途中出場、ミランデビューを果たす。シーズン終了後、買取オプションは行使されずローン移籍終了によりフィオレンティーナへ移籍する。

### 代表
U-18からイタリア代表に招集されている。

## 人物
幼い頃のアイドルはクリスティアーノ・ロナウドであったと父親のアンドレアは明かしている。上述のようにフェデリコ・ベルナルデスキやフェデリコ・キエーザの系譜に例えられるが、プレースタイルとしては「キエーザよりもパワフルではなく、ベルナルデスキよりもアイデアに欠ける。だがソッティルがアクションを起こすとき常に決定的である。」とガゼッタ・デッロ・スポルトは評している。育成部門やペスカーラ時代は右サイドを主戦場としていたが、モンテッラは左サイドでもプレーさせており「そこからのカットインは、モンテッラによってもたらされたソッティルの新たな武器である」と、父親は分析している。